# Anaplectoidea incognita
Anaplectoidea incognita är en kackerlacksart som beskrevs av Roth, L. M. 1996. Anaplectoidea incognita ingår i släktet Anaplectoidea och familjen småkackerlackor. Inga underarter finns listade i Catalogue of Life.